# Sacra virginitas

Brasão pontifício de Pio XII

Sacra virginitas, (a sagrada virgindade, em latim), é uma Encíclica do Papa Pio XII, de 25 de março de 1954, em que faz o elogio da virgindade consagrada ao serviço de Deus.
Roteiro da Encíclica:
- Introdução: Virgindade e castidade perfeita são o mais belo florão da Igreja.
- A virgindade floresceu entre os fiéis de todas as condições.
- Virgindade cristã no ensinamento dos padres de Doutores da Igreja.
- Só a caridade inspira e anima a virgindade cristã para servir a Deus mais livre e facilmente.
- Facilita a elevação da vida espiritual e fecunda o apostolado.
- Sua excelência sobre o matrimônio.
- Multidões de virgens foram sempre a honra e a glória da Igreja.
- A virtude angélica atesta o amor ardente da Igreja por seu divino Esposo.
- A castidade não é nociva ao organismo humano.
- A santificação não é mais fácil no matrimônio que na virgindade.
- O apostolado não é mais eficaz no matrimônio do que na virgindade.
- A castidade é consequência duma escolha livre e prudente.
- A castidade é uma virtude difícil mas possível com a graça de Deus, a vigilância e a mortificação, a fuga das tentações e das ocasiões de pecado.
- Do pudor cristão.
- O socorro da oração e dos sacramentos.
- A devoção a Nossa Senhora.
- Conclusão: Os que sofrem perseguição.

## Vide
- Virgindade sagrada
- Celibato
- Castidade